# Albert Kägi
Albert Kägi (22 de dezembro de 1912, data de morte desconhecida) foi um ciclista suíço. Competiu nos Jogos Olímpicos de Verão de 1936 em Berlim, onde fez parte da equipe suíça de ciclismo que terminou em sexto lugar na perseguição por equipes de 4 km em pista.